# Kyriaki Samani
Kyriaki Samani (griechisch Κυριακή Σαμάνη auch Kiriaki Samani transkribiert; * 24. Juli 1995) ist eine griechische Leichtathletin, die im Sprint sowie im Hürdenlauf an den Start geht und sich auf die 100-Meter-Distanz spezialisiert hat.

## Sportliche Laufbahn
Erste internationale Erfahrungen sammelte Kyriaki Samani im Jahr 2016, als sie bei den Balkan-Hallenmeisterschaften in Istanbul im 60-Meter-Lauf in 7,68 s den achten Platz belegte. Anschließend nahm sie mit der griechischen 4-mal-100-Meter-Staffel an den Mittelmeerspielen in Tarragona teil und belegte dort in 45,11 s den fünften Platz. Im Jahr darauf erreichte sie bei den Europaspielen in Minsk in 13,91 s Rang 18 im 100-Meter-Hürdenlauf und 2020 wurde sie bei den Balkan-Hallenmeisterschaften in Istanbul in 7,43 s Fünfte über 60 Meter und über 60 m Hürden schied sie mit 8,45 s im Vorlauf aus. Ein Jahr später scheiterte sie bei den Balkan-Hallenmeisterschaften ebendort mit 7,63 s im Vorlauf über 60 Meter und klassierte sich im Hürdensprint mit 8,49 s auf dem zehnten Platz. Kurz darauf startete sie bei den Halleneuropameisterschaften in Toruń über 60 Meter und schied dort mit 7,69 s in der ersten Runde aus.

## Persönliche Bestleistungen
- 100 Meter: 11,50 s (+0,6 m/s), 18. Juli 2020 in Thessaloniki
  - 60 Meter (Halle): 7,34 s, 1. Februar 2020 in Thessaloniki
- 100 m Hürden: 13,45 s (0,0 m/s), 18. Juli 2020 in Thessaloniki
  - 60 m Hürden (Halle): 8,34 s, 1. Februar 2020 in Thessaloniki